# Platylomalus feae
Platylomalus feae är en skalbaggsart som först beskrevs av Lewis 1888.  Platylomalus feae ingår i släktet Platylomalus och familjen stumpbaggar. Inga underarter finns listade i Catalogue of Life.